# Phrynus noeli
Phrynus noeli är en spindeldjursart som beskrevs av Armas och Pérez 1994. Phrynus noeli ingår i släktet Phrynus och familjen Phrynidae. Inga underarter finns listade i Catalogue of Life.